# Thaumogenesis
Thaumogenesis è il settimo album in studio del gruppo musicale canadese Nadja, pubblicato nel 2007.

## Tracce
1. Thaumogenesis – 61:43

## Formazione

### Gruppo
- Aidan Baker – voce, batteria, chitarra, flauto
- Leah Buckareff – voce, basso